# رانيا أبو زيد
رانيا أبو زيد صحفية لبنانية أسترالية غطت الحرب في سوريا على نطاق واسع.

## سيرتها الشخصية
ولدت رانيا أبو زيد في نيوزيلندا لأبوين لبنانيين. نشأت في أستراليا وكانت تزور بيروت بانتظام لرؤية عائلتها خلال العطلات. التحقت أبو زيد بجامعة ملبورن بأستراليا، منذ ذلك الحين عملت في New Yorker وTIME وPolitico وThe Guardian والعديد من المطبوعات المرموقة الأخرى. أبو زيد مقرها بيروت. في عام 2014 فازت روايتها "الجهاد المجاور" بجائزة جورج بولك بالإضافة إلى جائزة مايكل كيلي. فازت أبو زيد بجائزة كورت شورك للصحافة الدولية عام 2013.  بالإضافة إلى عملها المطبوع، صورت أبو زيد أفلاما وثائقية، كان أولها سوريا: خلف خطوط الثوار. كما كتبت كتبا عن الصراع في سوريا. حصلت أبوزيد على الزمالات من المجلس الأوروبي للعلاقات الخارجية وهارفارد وكولومبيا ونيو أمريكا. وحصد كتابها الأول جائزة كورنيليوس رايان . 

### مؤلفات
- No Turning Back. Life, Loss, and Hope in Wartime Syria [لا رجوع للخلف. الحياة والخسارة والأمل في زمن الحرب سوريا]، 2018

- Sisters of the War [راهبات الحرب]، 2020